# فهرست فرودگاه‌های ماکائو
این مقاله شامل  فهرست فرودگاه‌ها بالگردگاه‌ها در ماکائو است.

## فرودگاه‌ها
| مکان            | ایکائو | یاتا | نام فرودگاه                |
| Taipa Island    | VMMC   | MFM  | فرودگاه بین‌المللی ماکائو   |
| Taipa Island    | VMMH   | None | فرودگاه بین‌المللی ماکائو   |
| Macau Peninsula | None   | XZM  | Hong Kong-Macau Ferry Pier |